# Sarah Jones (atriz)
Sarah Jones (Winter Springs, 17 de julho de 1986) é uma atriz estadunidense.
Jones interpretou papéis nos programas de televisão, Huff, Ugly Betty e Big Love. Ela encenou a mais jovem de três irmãs, que gerenciava uma agência de casamentos na série de comédia dramática da FOX de curto período de exibição The Wedding Bells. Ela também esteve em dois filmes independentes, Still Green e The Blue Hour. Ela também pode ser vista no videoclipe de Cary Brothers, Who You Are (ela namorava Brothers em 2007 ). Jones é do elenco principal na nova série de J.J. Abrams estrelada na FOX, Alcatraz. O show foi ao ar em 16 de Janeiro de 2012.

## Vida jovem
Sarah Jones se formou na Winter Springs High School em 2001.

## Prêmios e nominações
2007 - Venceu o prêmio Spirit of the Independent (em português, Espírito da Independência) no Festival Internacional de Filmes em Fort Lauderdale (em inglês, Fort Lauderdale International Film Festival) na categoria "Best ensemble" pelo papel em Still Green (2007), o qual ela dividiu com Ryan Kelley, Douglas Spain, Noah Segan, Paul Costa e o resto do elenco do filme.

## Filmografia
- Medical Investigation (1 episódio, "Little Girl", 2004) .... Belinda
- Cold Case (1 episódio, "Revolution", 2005) .... Ellie McCormick 1969
- Judging Amy (1 episódio, "The New Normal", 2005) .... Natalie Johnson
- Sixty Minute Man (2006) (TV) .... Cami
- Huff (4 episódios, "Used, Abused and Unenthused", "Bethless", "Tapping the Squid" e "Black Shadows", 2006) .... Leah
- Ugly Betty (1 episódio, "The Box and the Bunny", 2006) .... Natalie Whitman
- Murder 101: College Can Be Murder (2007) (TV) .... Danya Rosovitch
- The Wedding Bells (4 episódios, "For Whom the Bells Toll", "Wedding from Hell", "Partly Cloudy, with a Chance of Disaster" e "The Fantasy", 2007) .... Sammy Bell
- Big Love (9 episódios, 2006–2007) .... Brynn
- Cain and Abel (2007) .... Jennifer Proctor
- The Blue Hour (2007) .... Young Ethel
- Still Green (2007) .... Kerri
- The Riches (3 episódios, "Trust Never Sleeps", "Dead Calm" e "The Lying King", 2008) .... Rosaleen
- Dead*Line (2008) .... Wendi
- Love Takes Wing (2009) (TV) .... Belinda Simpson
- Red & Blue Marbles (2009) .... Kim (pós-produção)
- Making Still Green (2009) .... Herself (pós-produção)
- Love Finds a Home (2009) (TV) .... Belinda Owens
- Sons of Anarchy (2009) (TV) .... Polly Zobelle
- House (2010) (TV) .... Shannon
- Justified (2011) (TV) .... Jamie Berglund-Pregnant fugitive
- Alcatraz (2012) (TV) .... Rebecca Madsen
- Vegas (2013) (TV) .... Mia Rizzo